# Трутнево (Вологодская область)
Трутнево — деревня в Вытегорском районе Вологодской области.
Входит в состав Казаковского сельского поселения, с точки зрения административно-территориального деления — в Казаковский сельсовет.
Расположена на трассе Р37. Расстояние по автодороге до районного центра Вытегры — 26 км, до центра муниципального образования деревни Палтога — 9 км. Ближайшие населённые пункты — Кондушский Погост, Мостовая, Новинка.
По переписи 2002 года население — 38 человек (18 мужчин, 20 женщин). Преобладающая национальность — русские (97 %).
27 июня 2001 года в состав деревни Трутнево вошли соседние деревни Дёмино и Новая.